# Istituto dei sistemi complessi
L'Istituto dei sistemi complessi (ISC) è un istituto del Consiglio Nazionale delle Ricerche che si occupa di studi sulla complessità. Tale scienza studia le proprietà collettive in sistemi con un largo numero di elementi d'interazione.
In particolare le ricerche svolte presso l'ISC riguardano tematiche di fisica, chimica, biologia, teoria dell'informazione, ma anche contesti multidisciplinari come quelli socio-economici o del patrimonio culturale.
L'istituto ha sezioni territoriali a Roma, a Sesto Fiorentino e a Torino.
Nato nel 2004, impiega circa 70 ricercatori stabili e altri 40 tra dottorandi, borsisti ed assegnisti precari.
Il fondatore dell'Istituto e Direttore dal 2004 al 2014, è stato il prof. Luciano Pietronero, docente di fisica teorica presso l'Università degli Studi di Roma "La Sapienza". Dal 1º luglio 2014 - al 30 giugno 2023 è stato il prof. Claudio Conti. Dal 1º luglio 2023 al 30 giugno 2024 il Direttore ff è stato il Dr. Jose Lorenzana. Dal 1º luglio 2024 il Direttore è il prof. Guido Caldarelli docente di  fisica teorica  presso l'Università Ca' Foscari Venezia.